# الناصرية (الشرقية)
قرية الناصرية هي إحدى القرى التابعة لمركز الحسينية في محافظة الشرقية في جمهورية مصر العربية. حسب إحصاءات سنة 2006، بلغ إجمالي السكان في الناصرية 11462 نسمة، منهم 5911 رجل و5551 امرأة.